# Coelheiro
- Datos: Q8347437

Coelheiro es un área poblada de la parte Matriz/Mariadeira de la ciudad de Póvoa de Varzim.
En un asiento de 1553 aparece una referencia a Gonçalo de Anes de Cuylheyro y en 1567 aparece otra a João Anes de Coylheyro. Coylheyro se refiere a la Fonte do Coelheiro.